# Esther Stevens Brazer
Esther Stevens Brazer (7 de abril de 1898 - 30 de outubro de 1945) foi uma historiadora norte-americana, notória especialmente pelo seu interesse em latas pintadas.
Brazer era a tataraneta de um funileiro do Maine, Zachariah Brackett Stevens. Ao lado de Janet Waring, ela foi uma pioneira no estudo da arte decorativa norte-americana, especialmente no campo de estêncil de parede; ela também é lembrada pelas suas pesquisas na área de japanning. O seu livro Early American Decoration foi o primeiro trabalho académico sobre o assunto. Ela foi uma pesquisadora activa durante a maior parte dos últimos vinte anos da sua vida, e foi coleccionadora e professora, além de escritora. Brazer estava entre os especialistas convidados a contribuir para a The Magazine ANTIQUES sob a direcção de Alice Winchester. Ela está enterrada no cemitério Evergreen em Portland, Maine. Após a sua morte, a Sociedade Histórica da Decoração Americana Antiga foi fundada em sua homenagem por um grupo de seus antigos alunos para propagar o seu trabalho.
Uma caixinha decorada por Brazer no estilo de um livro, semelhante às obras de Zachariah Stevens, está na colecção do National Museum of American History.